# Чарльз Фредерік Голді
Чарльз Фредерік Голді (англ. Charles Frederick Goldie; нар. 20 жовтня 1870, Окленд — пом. 11 липня 1947, Окленд) — новозеландський художник.

## Біографія
Народився 20 жовтня 1870 року в Окленді (Нова Зеландія) в заможній сім'ї торговця деревиною, політика; нащадок засланих до Австралії ув'язнених. Малюванню навчався у художника Луї Дж. Стіла і п'ять років в Парижі в Академії Жуліана. Побував в Бельгії, Голландії, Італії, Англії. В 1898 році повернувся до Нової Зеландії.
У 1901 році зробив перші з багатьох замальовок в поїздках в район Роторуа — досліджував тип вимираючих маорі. Мав власну студію, учнів. Його життя, як художника можна розділити на два періоди — 1905—1916 і 1928—1940 роки, коли він по багато годин працював, часто з ранку до сутінків, був вимогливим до себе, в результаті отримав нервовий зрив. У 1920 році одружився, але дітей не мав. Того ж року переїхав в Сідней (Австралія), але алкоголізм і погане здоров'я спонукали його повернуться до Нової Зеландії в 1922 році. У пізній період працював як фотопортретист, через те, що його моделі (старі) померли.
Помер в Окленді 11 липня 1947 року (отруєння свинцевими фарбами і алкоголізм).

## Творчість
Популярність і визнання йому принесли реалістичні портрети маорі. Обов'язкові елементи культури маорі: татуювання на обличчі, сумка з тростини, сокира і перо птиці. Портрети художника мистецтвом були визнані не відразу. Вважали, що його роботи — це документування, але ніяк не мистецтво, що вони доречні більш в музеї антропології, ніж в картинній галереї. Маорі ж вважали його роботи великими цінностями, віддаючи належне його бажанням закарбувати зникаючу расу. Художник найретельнішим чином писав світло і тіні, колір і текстуру шкіри, пігменти татуювання, фарбоване волосся та руки, точно відображав кожну фактуру. Більшість портретованих — літні люди високого статусу. Твори:
- «Гарний жарт»;
- «Ена Ті Папатахі»;
- «Вдова»;
- «Спогади» та інші.

Ціни на роботи Голді одні з найвищих в Новій Зеландії. Багато його творів знаходяться в державних колекціях, галереях, інститутах і музеях Нової Зеландії.

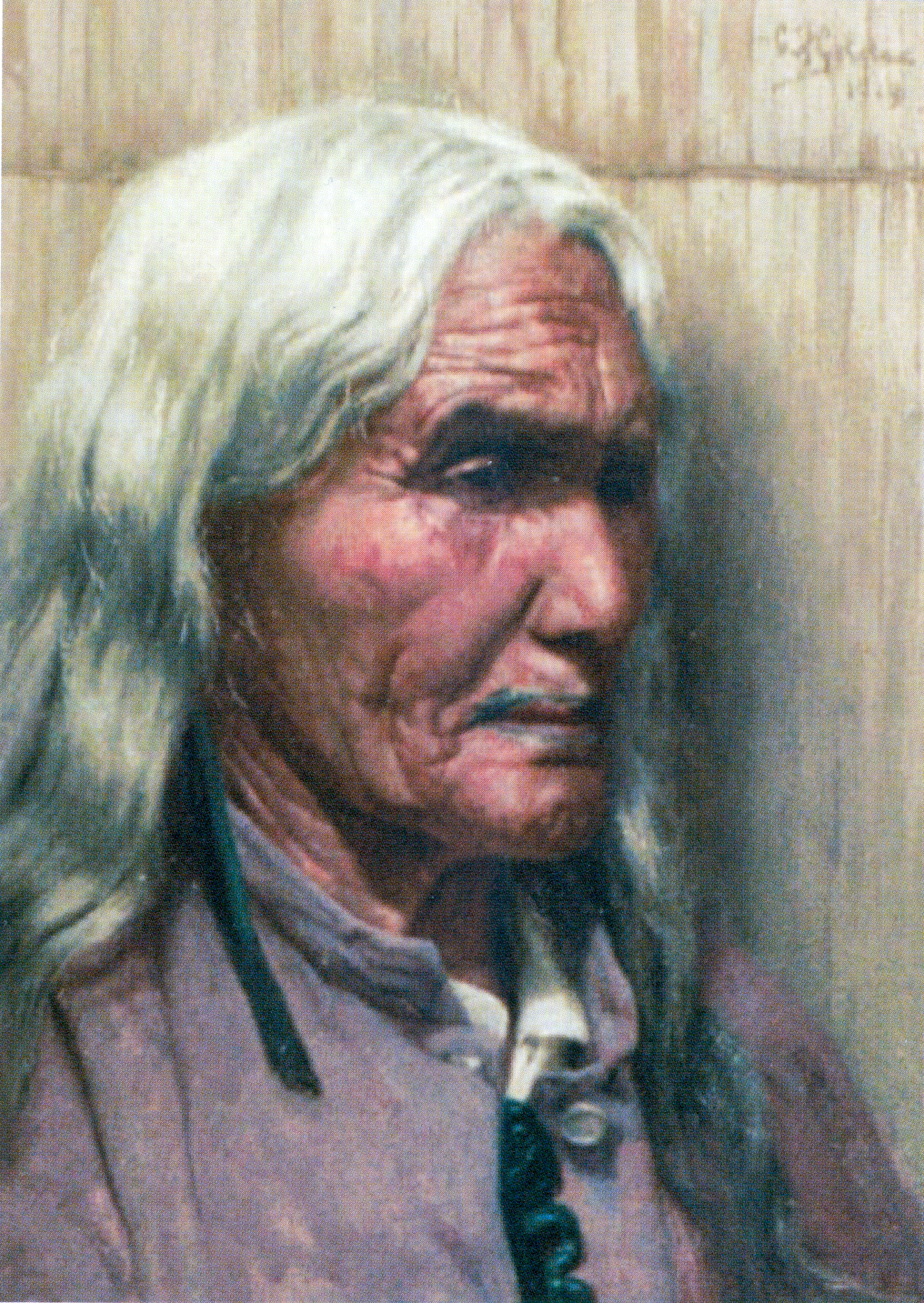
Гід Софія
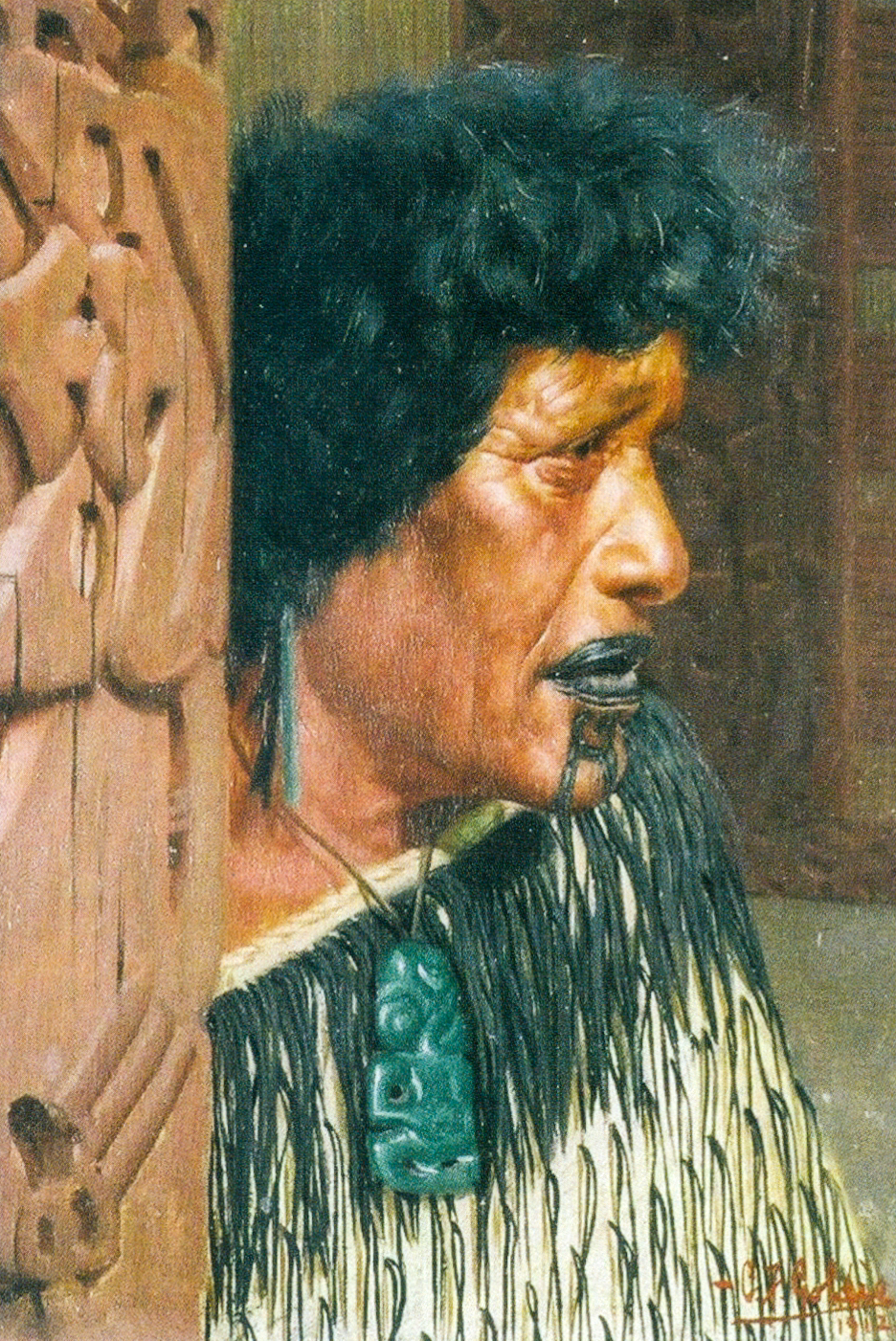
Марамена Віарі, вождь племені Тухоранги, Те Арава
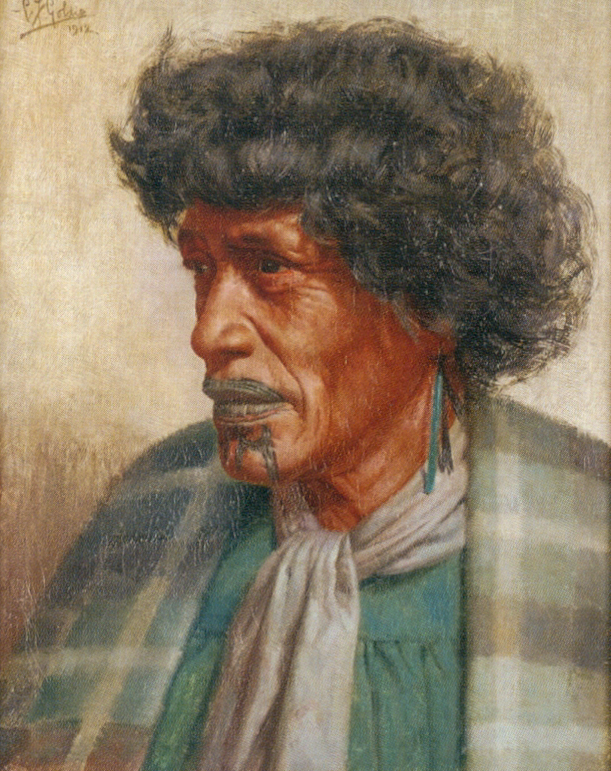
Міхіпека Вайрама, плем'я Туурангі
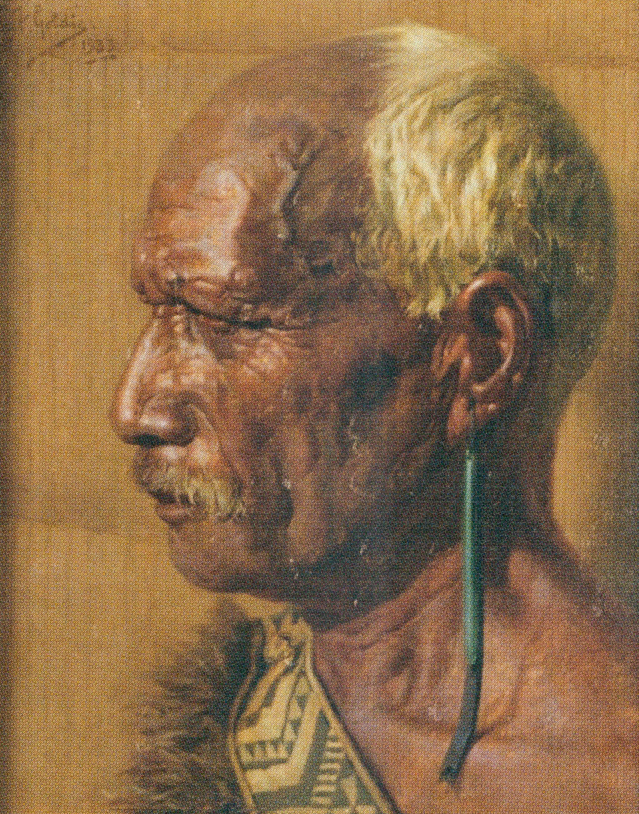
Міта Тупопокі
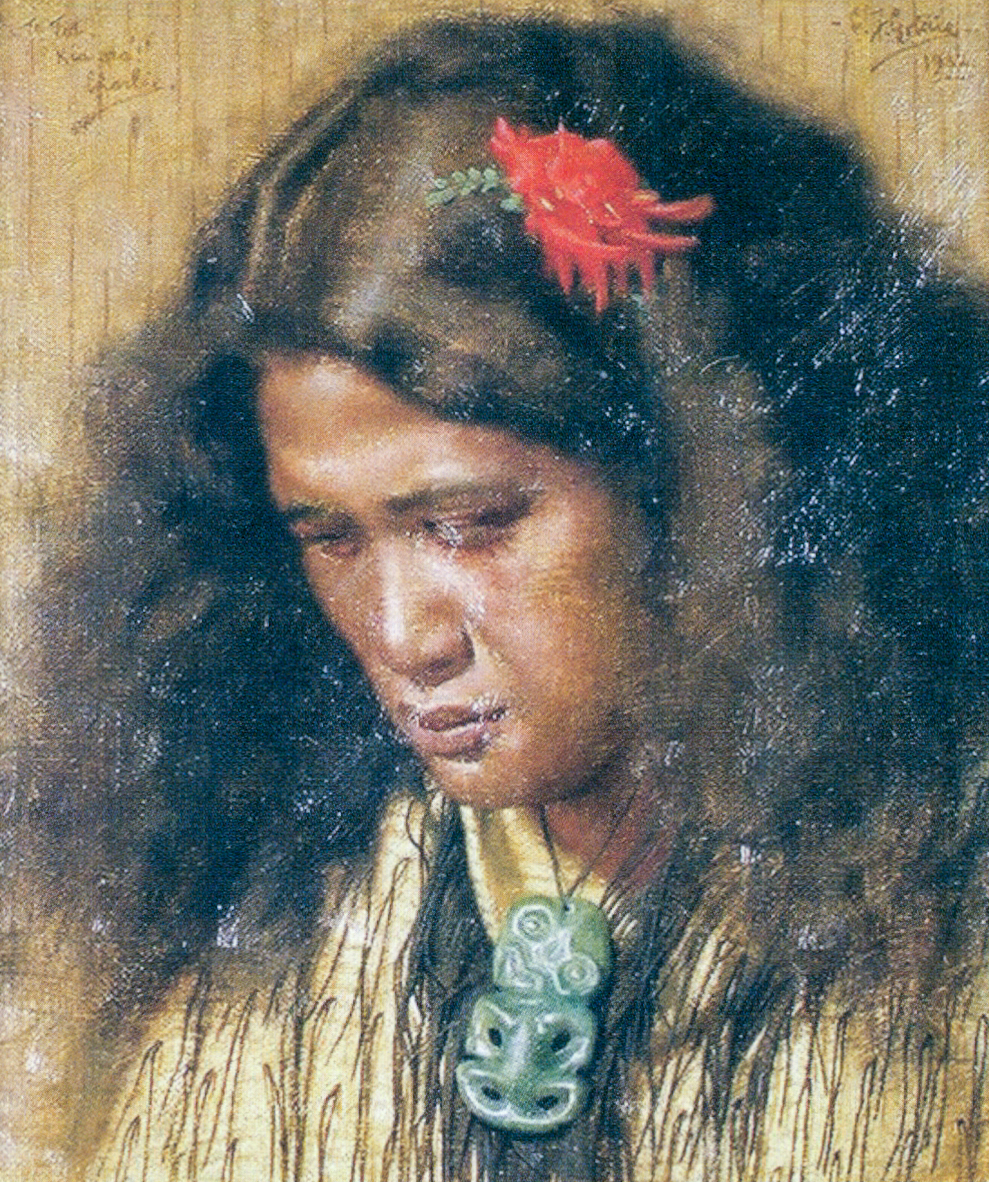
Ревері (Сінгапур, Те-Арава)
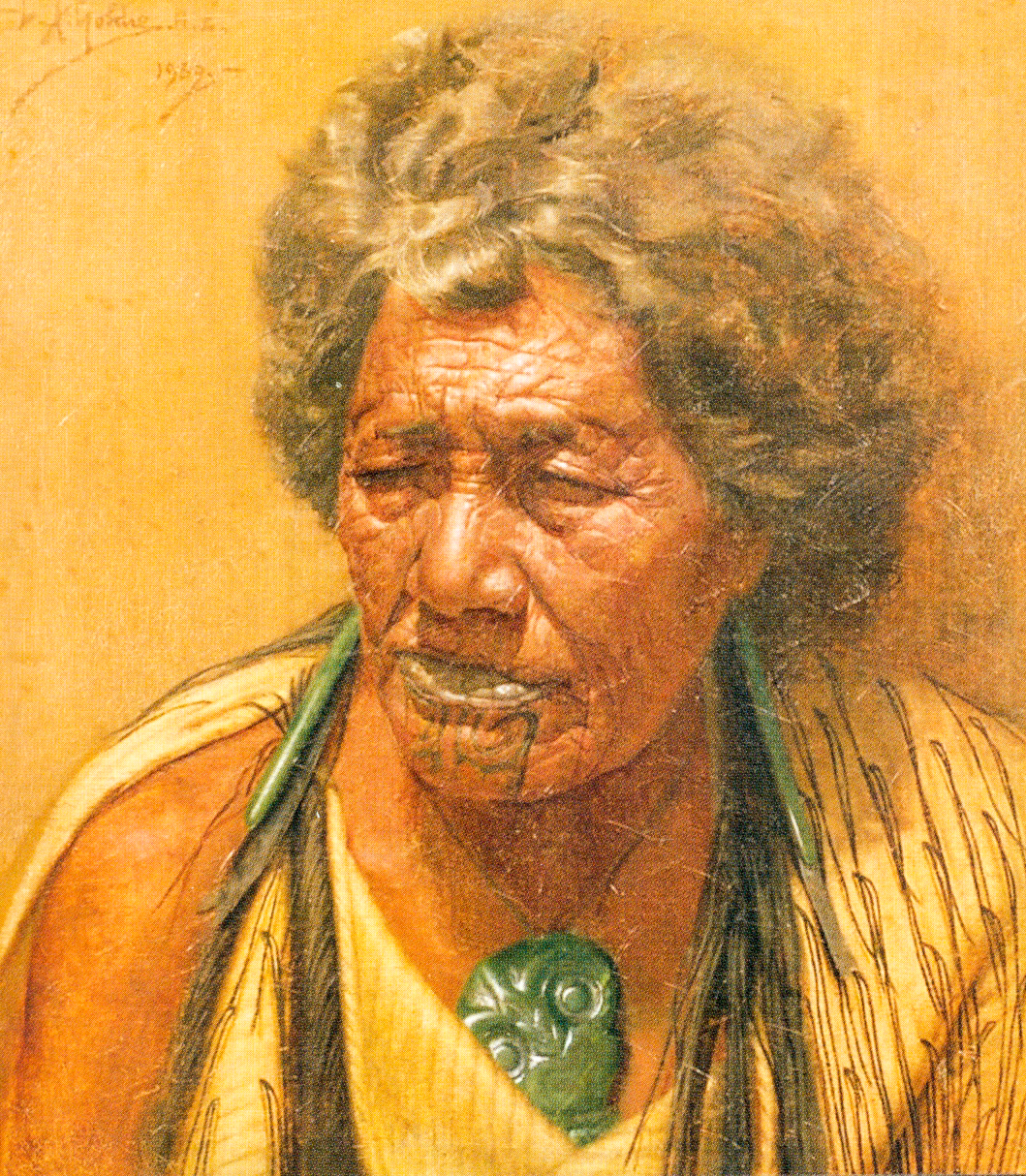
Те Арані